# 小原秀明
小原 秀明（こはら ひであき、1953年1月9日 - ）は、日本の元俳優。本名同じ。
東京都出身。城西大学附属城西高等学校卒業。木谷事務所に所属していた。

## 人物
1970年代から1980年代初頭にかけて、多くのテレビドラマに出演。『泣くな青春』（フジテレビ）をはじめとした学園ドラマなどでの屈折した学生役、特撮ドラマ『流星人間ゾーン』（日本テレビ）や『前略おふくろ様』（同）での明るい好青年まで幅広くこなした。『ゾーン』で共演した青山一也は、小原について「明るくて楽しい方。人懐っこい性格で仲良くさせてもらった」と述懐している。
特技は、バレエ、パントマイム。

## 出演

### テレビドラマ
- 泣くな青春（1972年 - 1973年、CX / 東宝）- 島三郎
- 流星人間ゾーン（1973年、NTV / 東宝）- 城タケル
- 太陽にほえろ!（NTV / 東宝）
  - 第70話「さよならはいわないで」（1973年） - 発砲犯
  - 第76話「おふくろ」（1973年） - 町田勇一
  - 第120話「拳銃の条件」（1974年） - 浩
  - 第175話「偶像」（1975年） - 章
  - 第318話「カレーライス」（1978年） - 出前の青年
- われら青春! 第12話「オレは昔のオレじゃない!!」- 第22話「みんな友達オレたち青春!!」（1974年、NTV / 東宝） - 滝井康之
- 水もれ甲介 第4話「恋人なんて許せない!」（1974年、NTV / ユニオン映画）-本田
- 伝七捕物帳
  - 日本テレビ版
  - 第49話「人情母子唄」（1974年） - 玉吉
  - 第128話「むすめ十手はなぜ重い」（1976年） - 長次
  - テレビ朝日版 第11話「姉弟しぐれ」（1979年）
- 日本沈没 第19話「さらば・函館の町よ」（1975年、TBS / 東宝映像）- 五郎
- 俺たちの勲章 第18話「狂乱のロック」（1975年、NTV / 東宝） - ドラム担当・大野
- はぐれ刑事 第9話「誘拐」（1975年、NTV / 国際放映）- 大松ヤスオ
- 鬼平犯科帳 第8話「盗人仁義」（1975年、NET）
- 俺たちの旅 第43話「愛しているから別れるのです」（1975年、NTV / 東宝） - 正一
- 前略おふくろ様（NTV） - 板前・正
  - 第1シリーズ（1975年 - 1976年）
  - 第2シリーズ（1976年 - 1977年）
- 新宿警察 第20話「ひとりぼっちの追跡」（1976年、CX / 東映）
- 敬礼!さわやかさん 第20話「友情の赤い手袋」（1976年、NET / 渡辺企画）
- 事件ファイル110 甘ったれるな 第13話「女子高生・復讐の赤い殺意」（1976年、TBS）
- 火曜日のあいつ 第11話「トラック・ジャック！忘れじの白いハンドバッグ」（1976年、TBS/東宝）ｰ強盗犯 カキサカヤスオ
- いろはの"い"（NTV / 東宝）
  - 第2話「熱いスクープ」（1976年） - 大原勝彦
  - 第28話「女を見張れ」（1977年） - 河合三郎
- 白い秘密（1976年 - 1977年、TBS / 松竹）- けんじ
- 銭形平次 第583話「お民の初恋」（1977年、CX / 東映）- 市松
- 華麗なる刑事 第24話「恐怖のドライブ・イン」（1977年、CX / 東宝）- 梶尾
- 祭ばやしが聞こえる 第5話（1977年、NTV）
- 刑事犬カール（1977年、TBS / 東京映画・渡辺企画）
- 俺たちの祭 第16話「孤独のさけび」（1978年3月12日、NTV / ユニオン映画） - 坂田保男
- 江戸プロフェッショナル・必殺商売人 第23話「他人の不幸で荒稼ぎ」（1978年、ABC） - 青木数馬
- 大空港 （CX / 東宝）
  - 第12話「逃亡者」（1978年） - バンド仲間
  - 第64話「戦慄のダブルハイジャック706便危機一発!!」（1979年） - 宮島シゲル
- 恋人たちの垣根（1978年 - 1979年、YTV）
- 同心部屋御用帳 江戸の旋風IV 第17話「若い狼たち」（1979年、CX） - 義助
- 江戸の激斗 第3話「鉄砲道の決斗」（1979年、CX） - 弥市
- メガロマン 第10話「涙で闘え! 人間兵器」（1979年、CX /東宝）- 工藤シンゴ
- 半七捕物帳 第24話「闇からの声」（1979年、ANB） - 伊八
- 大捜査線シリーズ追跡　第41話「鐘の鳴る丘」(1980年、CX / ユニオン映画）- 益田利彦
- 噂の刑事トミーとマツ（TBS / 大映テレビ）
  - 第1シリーズ（1980年）
    - 第23話「男ならトミコ抜きで勝負しろ!」 - 木戸口まもる
    - 第26話「決戦! トミコ対マツコ」 - 田村安雄
    - 第50話「トミマツもん絶! 花嫁が消えた」 - 誘拐犯

  - 第2シリーズ（1982年）
    - 第9話「行けゆけ 忍者トミコ」 - 本山一夫
    - 第21話「敵は脱獄犯! トミマツ死の珍道中」 - 吉田アキオ
    - 第33話「トミマツの『喜劇・ターザン拳』」 - キャバレー店員
- 秘密のデカちゃん（1981年、TBS / 大映テレビ）
  - 第1話「秘密ヒミツ! 今夜の出来ごと」 - さぶ
  - 第12話「憧れの新婚旅行そうは問屋が…!」 - 殺し屋
- 同心暁蘭之介 第11話「旗本斬り」（1981年、NTV）
- 大江戸捜査網 第506話「荒野に散った夫婦花」（1981年、12ch） - 源太
- 吉宗評判記 暴れん坊将軍 第163話「鬼女を哭かせた腰抜侍」（1981年、ANB / 東映） - 千石又五郎
- 婦警さんは魔女 第6話「死にたい! 今晩の罰はチカンに色魔」（1983年、TBS / 大映テレビ） - 中山

### 映画
- 戦争を知らない子供たち（1973年、東宝） - 男生徒
- 0課の女 赤い手錠（1974年、東映） - 仲原義明
- 十六歳の戦争（1974年、サンオフィス） - 日向明夫
- 東京湾炎上（1975年、東宝） - 小原機関士[3]